# 2319 Арістід
2319 Арістід (7631 P-L, 1935 QU, 1975 UC, 1975 VJ9, 1980 VY, A906 VE, 2319 Aristides) — астероїд головного поясу, відкритий 17 жовтня 1960 року. Названий на честь афінського полководця греко-перських війн Арістіда.
Тіссеранів параметр щодо Юпітера — 3,277.